# Menoceras
Menoceras (Chifres crescentes) era um rinoceronte que lembrava um porco que vagava as planícies do meio-oeste norte-americano durante o Mioceno mais baixo. Por causa das acumulações maciças dos ossos deste animal,parece seguro supor que viveram e morreram em rebanhos grandes. O menoceras macho ostentou dois chifres de lado a lado na ponta do nariz, visto que as fêmeas não tiveram nenhum chifre. Todos genero restantes do rinoceronte, exceto o Gênero relacionado Diceratherium, têm seus chifres arranjados um atrás do outro.